# Rajdowe Mistrzostwa Świata 2026
Ten artykuł dotyczy przyszłego wydarzenia sportowego. Informacje w nim zawarte zmienią się w przyszłości.
Rajdowe Mistrzostwa Świata 2026 będą 54. sezonem Rajdowych Mistrzostw Świata (FIA World Rally Championship). Mistrzostwa będą składać się z 14 rajdów rozgrywanych w kategoriach WRC, WRC2, WRC3 oraz Junior WRC. 

## Kalendarz
Kalendarz RSMŚ w sezonie 2026. FIA zapowiedziało 14 rajdów. Liczba rajdów będzie taka sama jak w roku ubiegłym, z kalendarza wypadł jeden rajd: Rajd Europy Środkowej, w jego miejsce zaplanowano Rajd Chorwacji.
| Runda | Nazwa rajdu             | Data rozpoczęcia | Data zakończenia | Baza rajdu | Nawierzchnia | Zwycięzca |
| ----- | ----------------------- | ---------------- | ---------------- | ---------- | ------------ | --------- |
| 1     | Rajd Monte Carlo        | 22 stycznia      | 25 stycznia      | Gap        | Asfalt       |           |
| 2     | Rajd Szwecji            | 12 lutego        | 15 lutego        |            | Śnieg        |           |
| 3     | Rajd Safari             | 12 marca         | 15 marca         |            | Szuter       |           |
| 4     | Rajd Chorwacji          | 9 kwietnia       | 12 kwietnia      |            | Asfalt       |           |
| 5     | Rajd Wysp Kanaryjskich  | 23 kwietnia      | 26 kwietnia      |            | Asfalt       |           |
| 6     | Rajd Portugalii         | 7 maja           | 10 maja          |            | Szuter       |           |
| 7     | Rajd Japonii            | 28 maja          | 31 maja          |            | Asfalt       |           |
| 8     | Rajd Akropolu           | 25 czerwca       | 28 czerwca       |            | Szuter       |           |
| 9     | Rajd Estonii            | 16 lipca         | 19 lipca         |            | Szuter       |           |
| 10    | Rajd Finlandii          | 30 lipca         | 2 sierpnia       |            | Szuter       |           |
| 11    | Rajd Paragwaju          | 27 sierpnia      | 30 sierpnia      |            | Szuter       |           |
| 12    | Rajd Chile              | 10 września      | 13 września      |            | Szuter       |           |
| 13    | Rajd Włoch              | 1 października   | 4 października   |            | Szuter       |           |
| 14    | Rajd Arabii Saudyjskiej | 11 listopada     | 14 listopada     |            | Szuter       |           |